# Umm an Nār
Umm an Nār (arabiska: أم النار) är en ö i Förenade Arabemiraten.   Den ligger i emiratet Abu Dhabi, i den centrala delen av landet, 15 kilometer öster om huvudstaden Abu Dhabi.
Trakten runt Umm an Nār är i huvudsak tätbebyggd.  Trakten runt Umm an Nār är glesbefolkad, med 17 invånare per kvadratkilometer.